# Collinsova oxidace
Collinsova oxidace je organická reakce sloužící k oxidaci primárních alkoholů na aldehydy. Od ostatních oxidací chromovými komplexy se liší použitím Collinsova činidla, dichlormethanového roztoku komplexu oxidu chromového a pyridinu.

## Podobné reakce
Je známo několik podobných postupů využívajících k oxidaci komplexy oxidu chromového; patří sem například Jonesova a Sarettova oxidace.